# Monte Brouillard
O Monte Brouillard  é um monte de 4069 m de altitude situado na parte italiana do maciço do Monte Branco, no Vale de Aosta. Tem apenas 39 m de proeminência topográfica (o colo chama-se "colo Émile Rey") e o seu cume-pai é o Pico Luigi Amedeo.
O acesso é feito a partir do Refúgio Monzino que se encontra a 2590 m e é um dos refúgios para se atingir o Monte Branco.

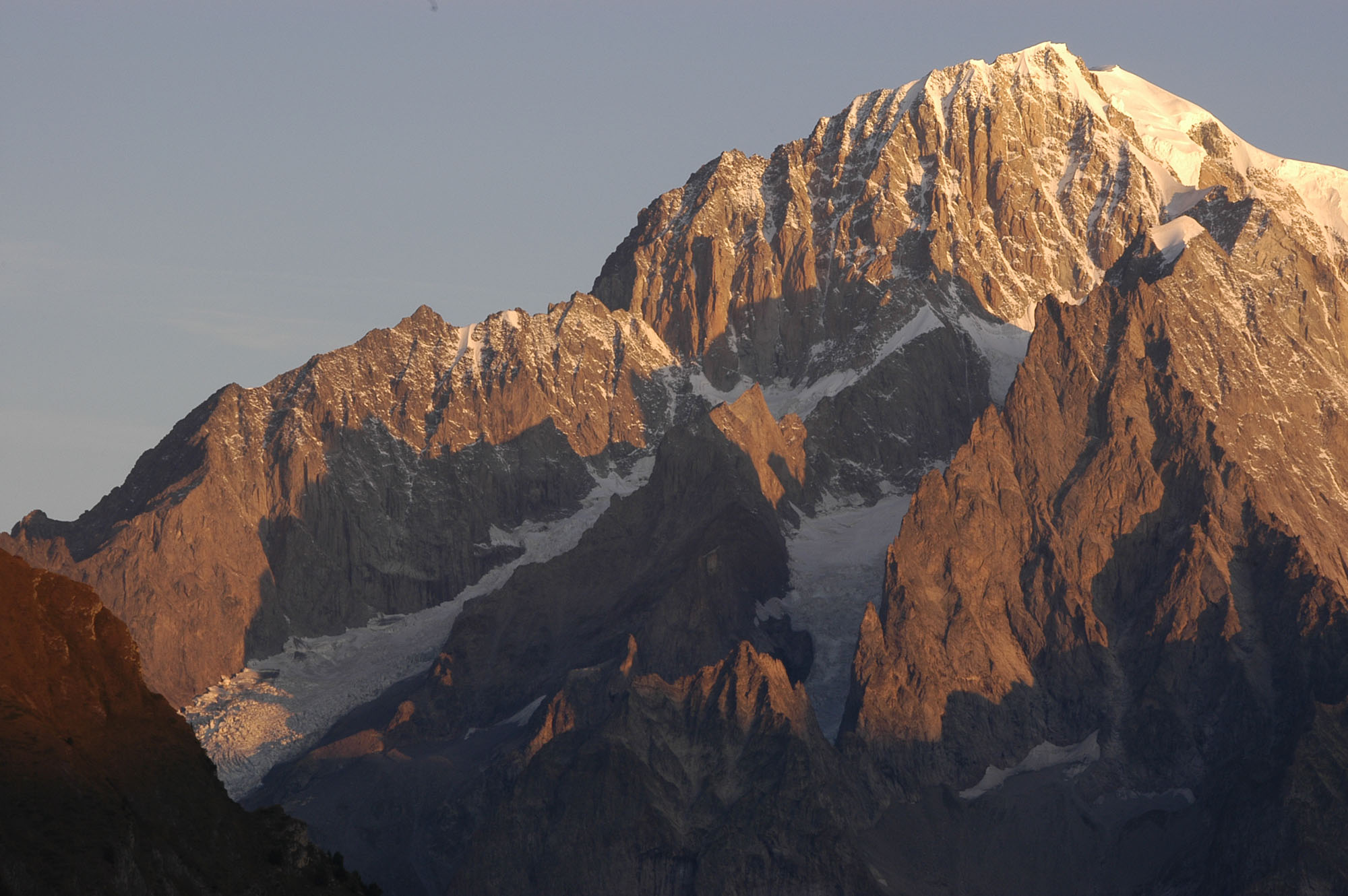
O monte Brouillard é um dos dois cumes do maciço à esquerda. Sucessivamente da esquerda para a direita estão o Pico Luigi Amedeo (4460 m), o Monte Branco de Courmayeur (4680m) e o Monte Branco (4810 m), do qual só se vê o topo.